# Svoboda veroizpovedi v Sloveniji
Svoboda veroizpovedi v Sloveniji se nanaša na obseg, v katerem lahko ljudje v Sloveniji svobodno izvajajo svoja verska prepričanja, ob upoštevanju tako vladne politike kot družbenega odnosa do verskih skupin.
Slovenski zakoni zagotavljajo svobodo veroizpovedi, ločujejo cerkev in državo ter prepovedujejo versko diskriminacijo in versko sovraštvo. Verske skupine se lahko zlahka registrirajo pri vladi, da bi prejele nekatere privilegije, med njimi večinoma različna denarna nadomestila. Slovenska zakonodaja prepoveduje obrezovanje iz nemedicinskih razlogov in prakse zakola živali, po katerih se meso šteje za košer ali halal. Pripadniki judovske in muslimanske skupnosti te prakse izvajajo zunaj države (uvažajo meso in na versko obrezovanje potujejo v sosednje države), česar slovenska vlada ne preprečuje.
V srednjem in zgodnjem novem veku je bila današnja Slovenija del Svetega rimskega in pozneje Avstro-Ogrskega cesarstva, v katerem je državna vera strogo bila katolištvo. Verska zakonodaja se je počasi liberalizirala v poznem 18. stoletju, vendar se je cerkev od države ločila šele ob ustanovitvi Socialistične federativne republike Jugoslavije leta 1946. Jugoslovanska vlada je spodbujala ateizem in izvajala razlastitve Katoliške cerkve, sicer pa je versko represijo izvajala v minimalnem obsegu. Po razpadu Jugoslavije je samostojna Republika Slovenija obdržala zakone o verski svobodi iz jugoslovanske zakonodaje z manjšimi prilagoditvami.